# Peter Swallow
Peter Swallow (né en 1993) est un classiciste, universitaire et homme politique britannique qui est député de Bracknell depuis 2024. Avant son élection, il est chercheur postdoctoral spécialisé dans l'étude d'Aristote. Il est le premier député du Parti travailliste pour Bracknell.

## Biographie
Swallow est né à Wokingham et grandit à Crowthorne. Il étudie les lettres classiques à l'université, obtenant un Master of Arts (MA Hons) de premier cycle de l'Université de St Andrews et un Master of Studies (MSt) du St Hilda's College d'Oxford. Il entreprend un doctorat en philosophie (PhD) au King's College de Londres, qu'il termine en 2020 avec une thèse de doctorat intitulée « La réception d'Aristophane en Grande-Bretagne au cours du long XIXe siècle ».
Il est l'auteur de Aristophane en Grande-Bretagne : la comédie ancienne au XIXe siècle (Oxford University Press, 2023). Il co-édite Aristophanic Humour: Theory and Practice ( Bloomsbury Academic, 2020) avec Edith Hall.
Lors des élections générales de 2024, Swallow est élu député de Bracknell avec 14 783 voix (33,7 %) et une majorité de 784 voix. Bracknell n'avait jusqu'alors élu que des députés du Parti conservateur ; Swallow bat James Sunderland.